# 斗彩

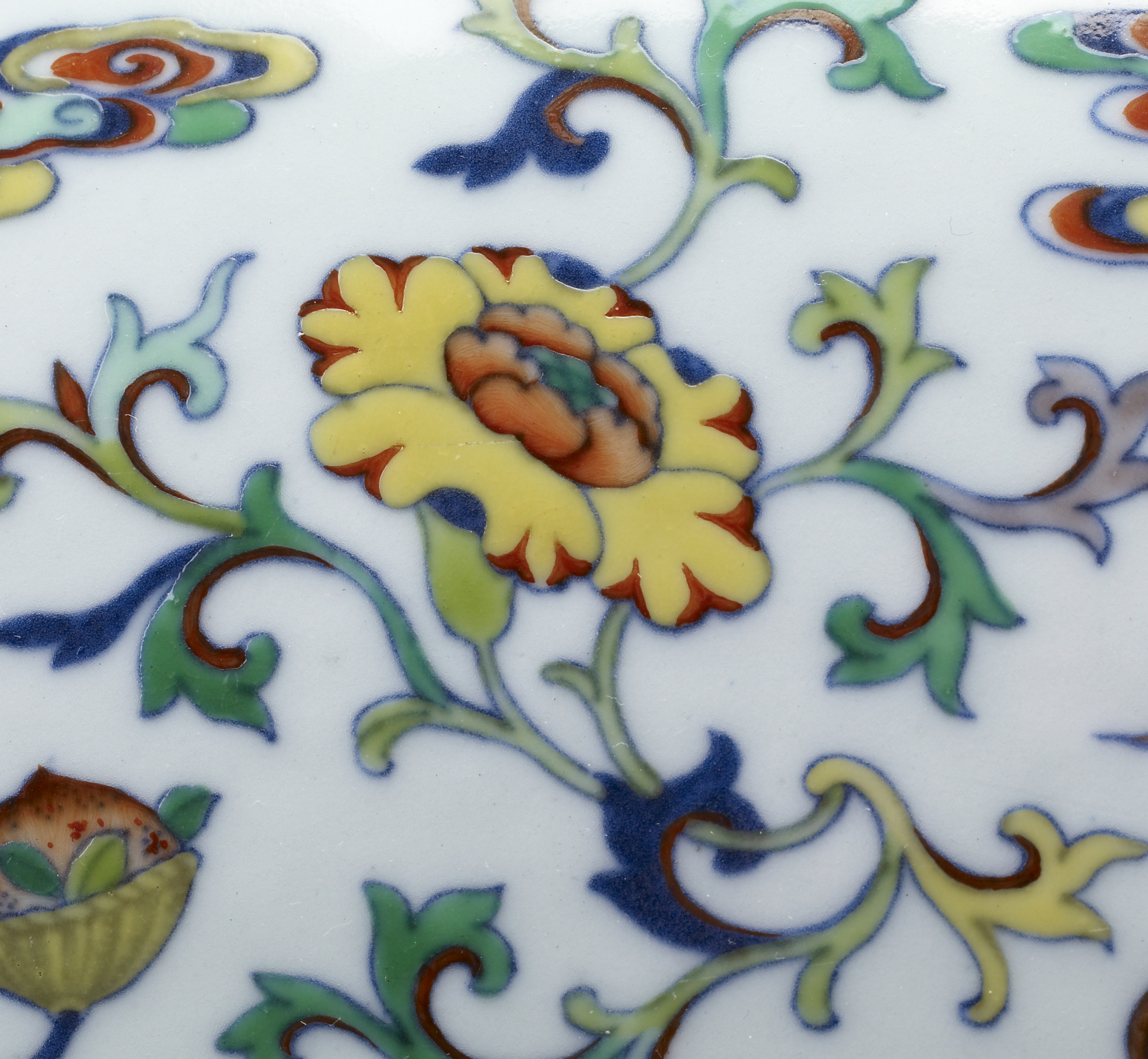
鬥彩細部放大照片

鬥彩（英語：contrasting colours）又稱「豆彩」、「逗彩」、「填彩」、「加彩」，是將釉下青花和釉上彩相結合的一種彩色瓷器裝飾工藝，也用來指代施用這種工藝的瓷器。製作時要先燒成勾畫輪廓的青花，然後再填充彩色並以低溫二次燒成。

## 名稱來源
成書於乾隆四十二年，歷宰江西南豐、峽江、南昌的張九鉞《南窯筆記》:「成、正、嘉、萬俱有鬥彩、五彩、填彩三種。先於坯上用青料畫花鳥半體，復入彩料，湊其全體，名日鬥彩。填(彩)者，青料雙鉤花鳥、人物之類於坯胎，成後復入彩爐，填入五色，名曰填彩。五彩，則素瓷純用彩料畫填出者是也。」
《廣韻》：「鬥，遇合，拼合」常見於現代南方漢語及方言，如鬥攏、鬥陣。
明代並無「鬥彩」之名，凡是釉上彩瓷均稱作「五彩」。由於當時還不能生產釉上藍色，凡是出現藍色的地方一定要依靠青花，所以明人並不重視釉上、釉下彩色同時出現的效果。
清代發明釉上藍色，因而可以生產完全不依賴青花的純粹釉上五彩瓷器，從此把鬥彩單列一類。成書於雍正的《南窯筆記》記載：『青料畫其半體，復入彩料，湊其全體』，即可稱為鬥彩。

## 工藝歷史

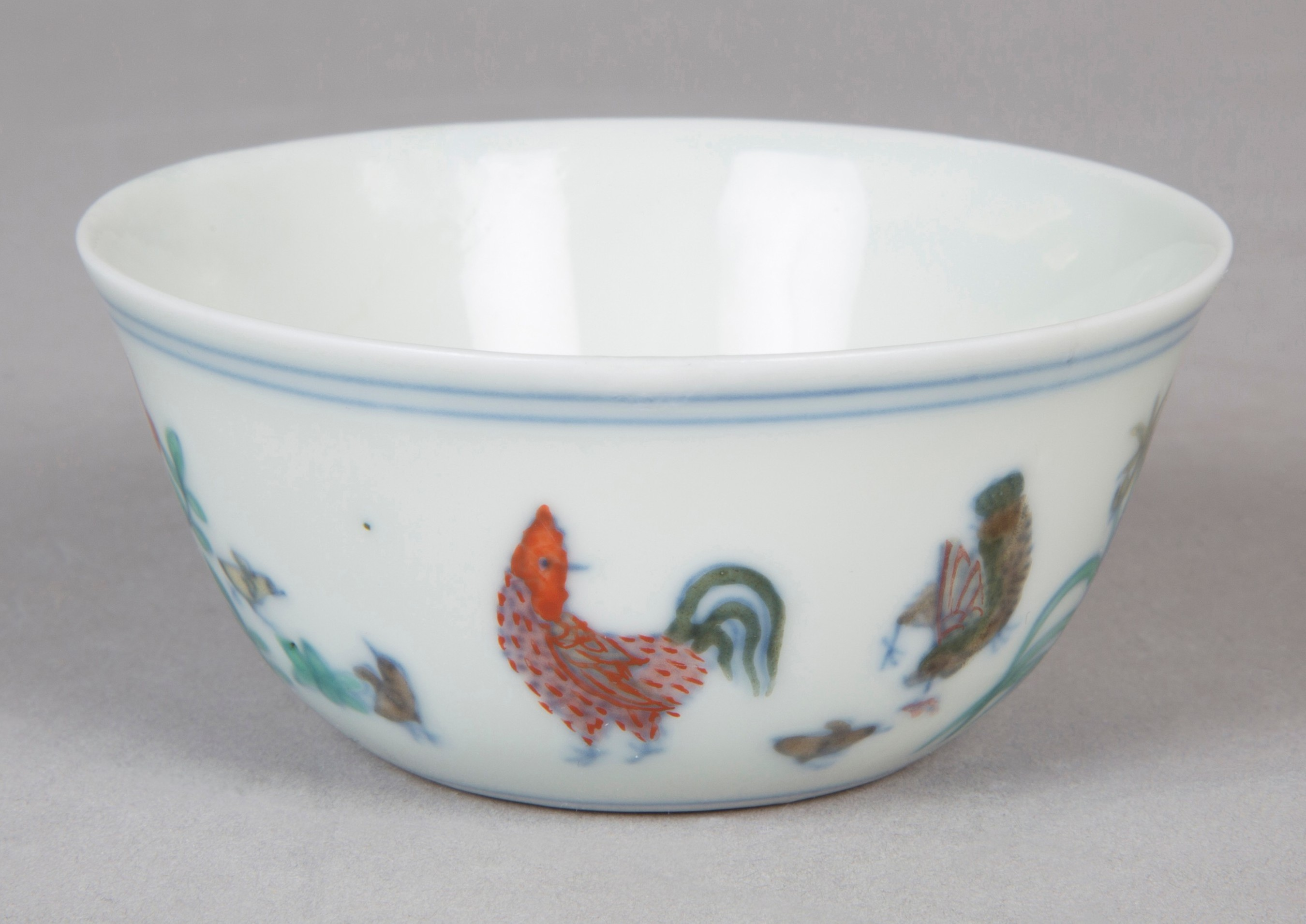
美国大都会艺术博物馆藏的明成化鬥彩雞缸杯

### 明代

#### 宣德
宣德年間被視為鬥彩的萌發期。西藏薩迦寺藏有明宣宗御賜的「青花五彩蓮池鴛鴦紋碗」（現藏西藏博物館），所繪的鴛鴦就已經結合了青花與五彩技法，可以視為鬥彩的前身。

#### 空白期
正統、景泰、天順三朝被視為明代瓷業的「空白期」，可以斷代的傳世品極少。但是在景德鎮的相關地層中已經出土了鬥彩殘片，其青花勾線、五彩填色的特徵已經很明顯。

#### 成化

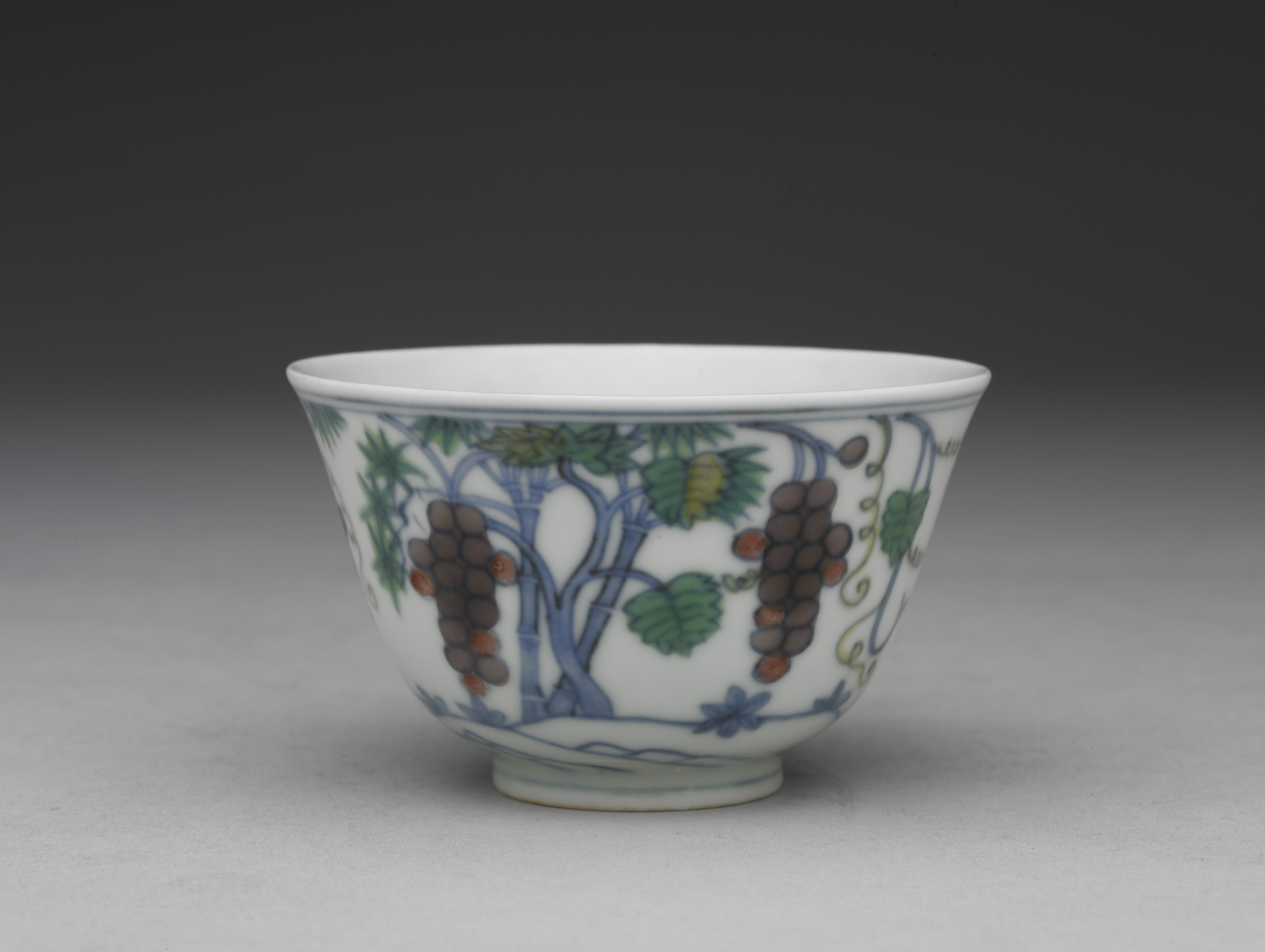
國立故宮博物院典藏之明成化鬥彩葡萄紋杯

傳世實物以及歷史記載均表明「成窯以五彩為最，酒杯以雞缸為最」的說法，鬥彩在成化年間已經發展成為一個獨立的品種。施彩方法以填彩為主，所用彩色，有鮮紅、油紅、嬌黃、鵝黃、杏黃、蜜蠟黃、姜黃、深綠、淺綠、松綠、淺紫、奼紫、孔雀藍、孔雀綠等十餘種。各類彩色特徵鮮明：鮮紅豔如血，厚薄不勻；油紅濃豔而有光澤；鵝黃嬌嫩透明而閃爍些微綠色；杏黃閃爍些微紅色；蜜蠟黃稍微透明；姜黃色濃，光澤較弱；奼紫色濃而無光。

## 製作過程
在已成形的素色瓷胎上，首先选用青花颜料（含氧化钴的钴矿为原料制成）勾绘、描绘图案轮廓和样式，然后在表面施涂无色或浅色的釉彩，经高温还原焰（约1300摄氏度）烧制成釉下青花瓷器。再在烧制好的釉下青花器皿上再用各种彩绘矿料进行填绘，再经过低温烘烤（约700－800摄氏度），最终成型。

## 主要特点
1. 将釉下青花和釉上五彩相结合，一同装饰于同一件瓷器面上，形成釉下青花与釉上五彩相互争奇斗艳的艺术表现力。
2. 彩色丰富除红、黄、绿、紫、赫之外，还有粉红、藕荷、玫瑰、胭脂红；不仅有同样的色彩还有浓淡的区别。
3. 彩绘精细，斗彩可以形成类似于工笔画的艺术描写效果，且设色精当，素雅与鲜丽兼而有之，明丽悦目，清新可人。
4. 成化斗彩器形特殊，目前认为“成化斗彩无大器”。最大器形为碗直径25厘米以下，瓶高、盘口直径在20厘米以下，其它如杯只有8.5厘米高。主要器形包括(1)罐，亦称“盖罐”配有直边平面、顶心微隆的盖子，有高罐和矮罐二种不同的体制；(2)缸杯，因其体小却形似大口、大底、硕腹的浅缸而名，形为微微广口，口下至底轮廓线缓收，内圈足；(3)莲子杯，因其形似莲子而得名，形为小圆口直连腹壁，下腹部线缓收，小圈足；(4)铃铛杯，因其形似倒置的小铃铛故而得名，形为广口，沿边微撇，以内收后外展的曲线勾成形体轮廓；高足杯，以杯身和高脚（亦称高足）相连而成，有多种不同的变化，变化之处在于杯腹的大小与高足的高矮与比例。
5. 成化斗彩发展的巅峰为清雍正斗彩，雍正斗彩溶入了当时比较成熟的粉彩技法。